# 大野の撫斬

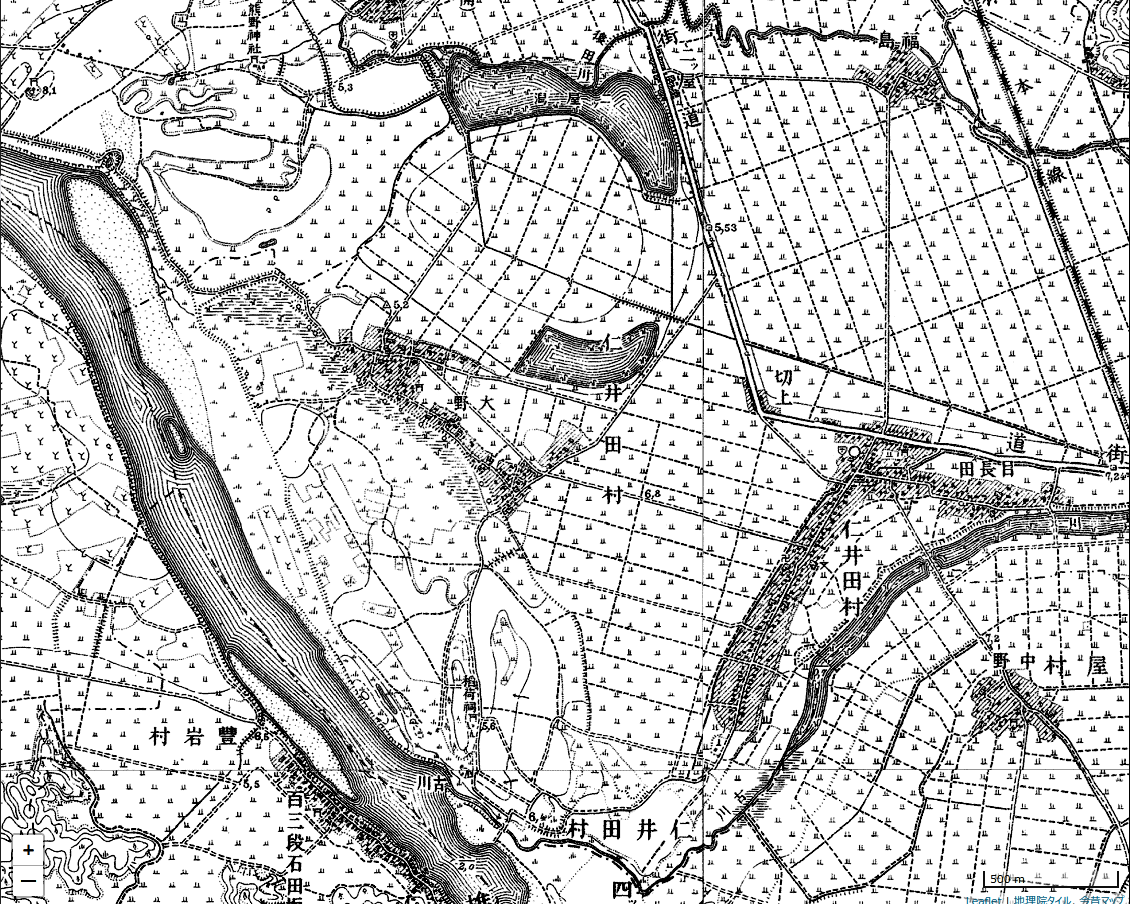
1912年の仁井田村大野近辺の地形

大野の撫斬（おおののなでぎり）は、元禄9年10月12日（1696年11月6日）、久保田藩（秋田藩）領の出羽国河辺郡大野村（現・秋田県秋田市仁井田大野）で、農民22人が久保田藩士によって殺害（処刑）された事件である。現地住民の間で語り継がれた伝承と、藩の公式な記録とで、原因や顛末がやや異なっている。

## 概要
元禄9年7月24日（1696年8月21日）、大野集落の南に流れる古川で釣りをしていた久保田藩士・黒澤市兵衛と川を舟で渡っていた農民2人が接触し、喧嘩になった。その日は農民側が勝利したものの、10月12日に百姓20人が斬首、諍いの発端となった2人が磔になり、合わせて22人が処刑されたとされる。多くの人命が失われたことから様々な形で伝承が残っており、大野の地では長らく藩士による私刑の「撫斬」と伝えられていたが、昭和時代になって藩の取調べと裁決による処刑であったとする公記録（義処公御事績五）が発見された。
現地には100回忌と150回忌に建立された供養塔がある。

## 村の伝承

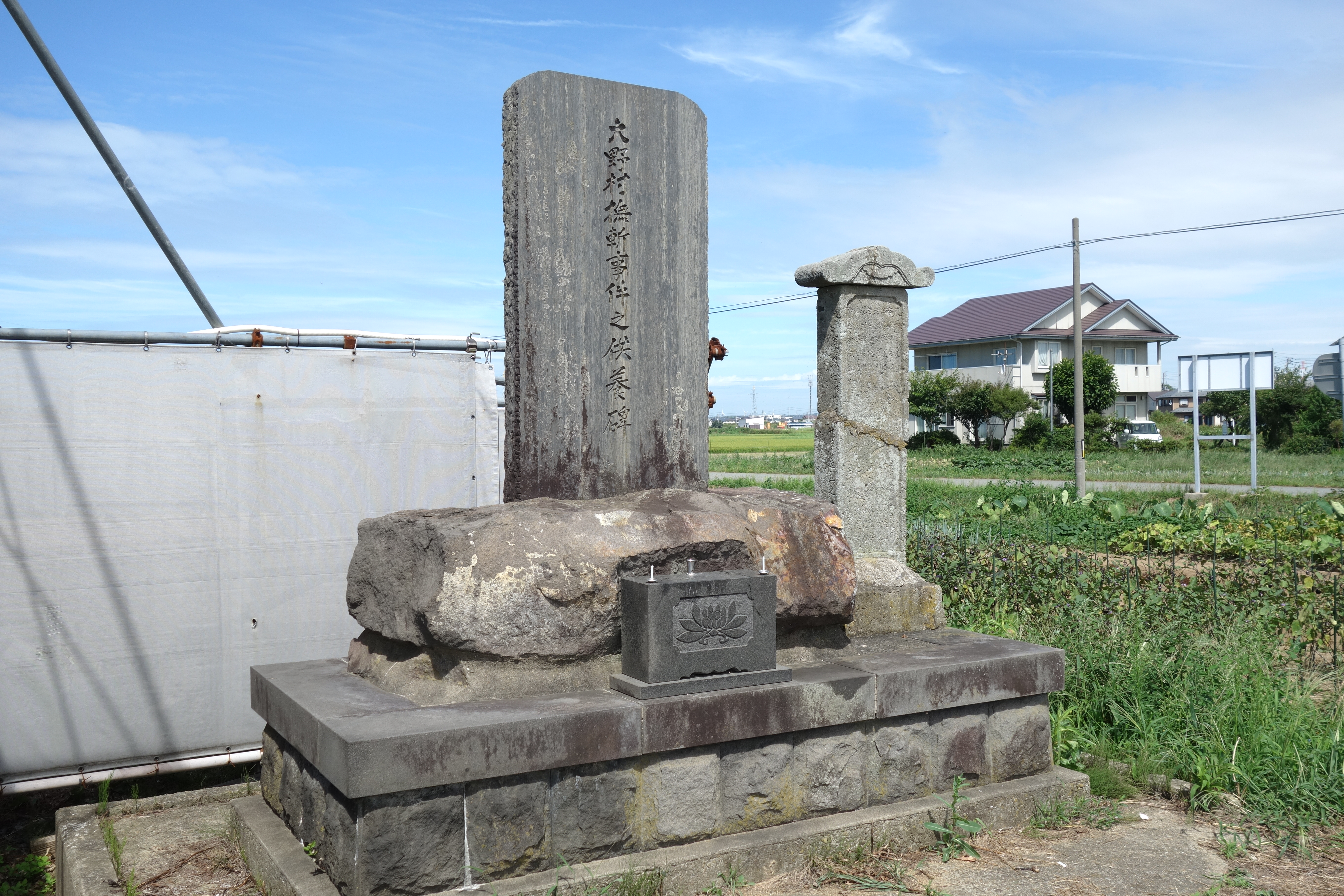
大野村撫斬事件の供養塔

元禄9年7月24日（1696年8月21日）、大野集落の南に流れる古川に接する清兵衛宅（勘四郎宅という説もあり）付近で、久保田藩士の黒澤市兵衛という一人の武士が釣りをしていた。そこへ舟に柴を満載した市蔵と仁蔵という兄弟が通りかかったところ、柴の端が黒澤の釣糸にひっかかった。黒澤は烈火の如く怒ったので、兄弟は平謝りに謝ったが、黒澤はおさまらない。兄弟が「逃がしたお魚が悔しかったなら、わし等二人で早速獲って進ぜます」と言うと、黒澤はかえって逆上して「下賎の身二つ一刀の下に叩き斬ってやる」と言った。すると兄弟は「百姓を下賎とは解せぬお言葉。お武家様が頂戴します御禄は一体誰が進上するとお思いなさる」と返す。
3人はついに喧嘩となるが、武士といえど棹を持った複数の相手では分が悪く、黒澤は二人の勢いに押されて堰にはまり、意識を失ってしまった。二人は黒澤が死んだと思い、放置してそのまま帰宅した（黒澤は気絶したのでなく、勝てぬとわかって死人を装っていたという伝承もある）。黒澤は夜になってほうほうの体で帰宅し、事の顛末を同僚達に訴えた。自分の身によほど有利な訴えをしたものらしく、同僚から同情を得た黒澤は報復を企てた。内々に4ヶ月にわたって犯人を捜したが、村民達は口を割らなかった。武士たちはこの村の主人全部を斬罪に処する他はないと私刑を企て、古川沿いの低所に急造の藁小屋を建てた。
10月12日（1696年11月6日）、取り調べの筋があると集落の家々に伝えて、家の主人を呼び出した。取り調べと偽って、前方のムシロをまくして一人一人小屋の中に入れた。小屋の中には穴が掘られていて、穴の傍らには抜刀の武士が数人かたまっていた。入って来た百姓を無言のまま槍で突き刺し、倒れる所を後方の刀がばっさりと首をはね、そのまま穴の中に落とした。小屋の外にいた家族が、外に出てきた武士に尋ねたところ「罪人のかどで撫で斬りにいたした」と答える。家族は泣き叫びつつ悲報を伝えるべく村に走った。羽織袴で駆けつけた肝煎の工藤七郎左衛門が「拙者に一言の挨拶もなく、百姓を咎人として引き立てるのは筋道が立ちません。御領主の命による御取り調べでしょうか」と言うと、みなまで言わぬうちに武士は工藤を斬り殺した。殺されたのは全部で22人であった。
久保田城下の梅津邸から斬殺を思いとどまらせる為の急使が送られたが、使者が武士達に出会った時は既に斬殺を終え引き上げて来るところであった。梅津家はこの地域の地頭で、黒澤市兵衛の主人であった。使者が「梅津様より取り止めのご沙汰」と言うのに対し「もう切上終わった」と武士達は答えた。この「切上」が由来となり、現地の集落を「切上」と呼ぶようになったという（ただしこれは単に村の端を意味する地名が伝承と関連付けられた可能性がある）。
伝説によれば、同じ家より2名殺されたとか、老婆が事変を予知し倅を小屋によこさなかった家が1軒あるという話もある。また斬殺の際、返り血を浴びるのを避ける為に槍の穂に藁束を巻いたというので、村では藁箒の使用を嫌ったという。また、怨念に悩まされた村人は夜に外に出るのを恐れ、便所を家の中に造ったと伝えられている（当時の民家の多くは、便所は家の外にあった）。村には当時より遺族によって営まれてきた郷念仏講と称するものがある。当初は月一回輪番の家で行われたものの、春秋2回となり、命日の陰暦10月12日に回向を続けている。
過去帳には斬殺された農民の法名が記録されていて、22人の他に1人女性がいる。この女性は斬殺を悲観し悶絶死したものであろうとされる。22人は罪人とされたため、菩提所に入れることは遠慮され、現在の東光寺の南隅に如来堂という庵寺を建て位牌を安置した。以来、同寺は庵住様と言われていた。明治初年、川尻村にあった東光寺が廃寺になるとき、仁井田村の有志が譲り受け、1886年（明治19年）に如来堂の敷地を包む位置へ現在の東光寺を建立した。その時、位牌や不動産は寺に移管された。
石塔は百回忌になる寛政7年10月12日（1795年11月23日）に建てられたものである。元は大野集落の墓地にあったが、墓地が新設されるため移動された（現在は供養塔の脇にある）。五輪塔は150回忌の弘化2年（1845年）に建てられたもので、高さ7尺である。摩耗して刻まれた字ははっきりとしない。
撫斬の場所ははっきりしないが、大野村新中島橋付近の俗称やぶれの地点であると異口同音に伝えられている。明治初年頃、その付近は村の採土地であり、時折同地から多数の人骨が発掘されたという。
大野村は、久保田藩の重臣である梅津半右ェ門家の開創で、百姓は梅津家の百姓であった。古川は元は大野川と言い、雄物川の下流で雄物川の開鑿後主流を失っていた。フナやクキの釣り場で、城下から釣りにやってくる武士の出入りが多く、中には乱暴を働く者もいた。地元ではこれらの釣り人をダンボと呼び、長い間摩擦が絶えなかった。

## 公記録
黒澤市兵衛による7月25日の口上書は次のような記述である。
昨日大野村へ魚釣りに行き、午後2時ごろ大野川で糸を垂れていたところ、川舟に草を積んだ14,5人の百姓が引き綱で舟を引きながら通り過ぎようとして、市兵衛の体に綱をひっかけた。そこで市兵衛が「拙者が見えぬはずがないのに無礼であろう」と叱ったところ、舟を引いている者の言うには「おさむらい様の釣りはご公務のご用ではございますまい」などと悪口を叩くので、市兵衛と百姓たちは激しい口論となった。
舟乗りの1人がクイを持って市兵衛に打ってかかったので、市兵衛は刀を抜いて争ううちに、2人の百姓に傷を負わせてしまった。これを見た舟乗りたちは一斉に岸に飛び移り、クイや棒を振り上げて市兵衛に打ってかかった。少し離れて釣りをしていた連れの小貫万七が驚いて駆けつけ、市兵衛に助太刀をしたので百姓たちは逃げ去った。
そこへ大野村の肝煎がやってきて「いかがなされた」と言うので、市兵衛は「不届きの仕打ちがあったので、百姓2人を手負いにした」と言って名乗った。連れ添って村端まで来ると、先刻逃げた者や棍棒を持った大勢の村人が市兵衛に飛びかかり、散々に痛めつけた。
多勢に無勢のため市兵衛は力及ばず打ち負かされ、大小を奪われナワまで掛けようとしたので「待たれい！拙者は逃げかくれはせぬ。侍に似合わぬことがあったとしても、侍にナワを掛けるという法はない。やめられい！」と制止したが、大勢の百姓たちは市兵衛を縛り上げ、梅津家の家臣根元今右ェ門の所に引き立てようとした。
しかし、途中から大野に引き返し百姓治兵衛宅に連れ込んだ。やがて、万七の急報によってか、市兵衛の親類の者が駆けつけ、間もなく梅津家の家臣、柳田数馬がやってきて、市兵衛のナワを解いた。
久保田藩ではこの口上書を基に、百姓たちの罪科はまぬがれないものとして判決を下した。申渡しによると、武士方はむしろ武士道を立てたとして賞揚され、助太刀をした者はお構いなしとした。ただ、同僚を見捨てて現場より帰った2人が閉門になっている。一方の百姓側では、武士を面縛したということで事件の端緒をつくった2人が磔の極刑、名主はじめ多くの村人は残らず斬首刑を言い渡されている。

## その他の記録
大野村は口伝によると、承久年間（1219年-1220年）源氏の末流である武人某が守護神として鶴岡八幡宮の分霊を奉持し、由利郡から土着して開拓したのが始まりだという（相場家）。続いて慶長年間（1596年-1610年）戸島城の落城によって、高橋家の先祖が移住した。撫斬事件当時は22軒の戸数があったが、34年後の『享保郡邑記』にも22軒の戸数が記されている。
この事件の判決のことは、岡本元朝の日記にも記録されている。それによって藩士の私刑ではなく、藩により公に断罪されたことが分かる。
角館の塩屋民部の組下の関作右衛門の父親で道意（当年89歳とある）という人が書いた日記を収録した古文書で、大野河原で処刑があり、それを見物したことが記録されているものがある。しかし、現在ではその古文書は行方不明であるという。
現在、大野の撫斬の供養塔は、仁井田浄水場に向かって新川の橋を渡ってまもなく、道路沿いに建立されている。右側の石塔はかつて大野集落下町の墓地にあったが、上町に墓地が建設されてから同所に移された。ここは通称やぶれの地点、すなわち撫斬事件の処刑地と伝えられている場所である。（北緯39度40分33.4秒 東経140度06分53.0秒 / 北緯39.675944度 東経140.114722度）
事件発生当時は大野集落の北にあった二ツ屋潟は一つの大きな沼であった。事件後は次第に埋め立てられていった。菅江真澄はこの沼を大野ノ湖として『勝地臨毫 出羽国河辺郡』に絵図と文章で記録している。さらにこの沼は昔、雄生滷（おながた）、男名潟とも呼ばれていたことを記録している。北にある沼は二ツ屋潟と呼ばれ大野集落の近くにある南の沼が大野潟となっていて、事件当時菅江真澄の絵図とは違い実際には沼の中央に潟中島があった。
黒澤市兵衛が釣りをしていたのは、大野集落の南にあった古川である。撫で斬りが実行された地点は地図南部の大野集落から古川を越えたところにある記念碑のあたりである。
東方にある切上集落が「切上伝説」が残る集落で、仁井田村にある寺院が位牌が残る東光寺である。

## 書籍
- 『大野の撫斬』、相場新太郎、1935年（昭和10年） - 公記録が充実していなかった頃の書籍である。
- 『大野の撫斬』、相場新太郎、1981年（昭和56年） - 公記録が発見されてからの書籍。補遺として更に発見された史料が付け加えられている。
- 『伊頭園茶話』（『新秋田叢書(7)』に収録）、石井忠行 - p.296に「黒沢市兵衛大野村の事」として黒澤市兵衛の口上書が記載されている。
- 『南郊春秋禄』、佐々木倉之助、平成5年 - 昭和56年度版の『大野の撫斬』と補遺を合わせて、写真を除き記録したもの。
- 『秋田蕗の里　大野のあゆみ』、大野部落会、大野のあゆみ編集委員会、2003年